# Brachysporiopsis chinensis
Brachysporiopsis chinensis är en svampart som beskrevs av Yanna, W.H. Ho & K.D. Hyde 2004. Brachysporiopsis chinensis ingår i släktet Brachysporiopsis, divisionen sporsäcksvampar och riket svampar.   Inga underarter finns listade i Catalogue of Life.